# Lima Foot Ball Club (fútbol femenino)
El Lima Foot Ball Club, también conocido simplemente como Lima FC, es un club con sede en la ciudad de Lima, Partido de Zárate, Provincia de Buenos Aires, Argentina. Fue fundado el 13 de septiembre de 1911. Su disciplina de fútbol femenino compite oficialmente en AFA desde 2016 y actualmente se encuentra disputando la Primera División B (segunda categoría). Juega sus partidos de local en el estadio Domingo Di Donato de Zárate.

## Historia
El fútbol femenino en el club comenzó de manera oficial en la Asociación de Fútbol Argentino (AFA) a partir del año 2016. El escudo del equipo de fútbol femenino es similar al de su club deportivo, solo que particularmente posee una silueta de una futbolista en color rosa y 5 estrellas en la parte superior. En el escudo de fútbol masculino las estrellas solo figuran ocasionalmente.
Lima FC debuta en la segunda división como equipo incorporado para la temporada 2016-17. Su debut fue el 29 de octubre de 2016,  en calidad de visitante ante Excursionistas y fue derrota por 2-1. La fecha siguiente, el 5 de noviembre de dicho año, conseguiría su primera victoria oficial, ganando por 3-2 de local en el Campo de Deportes ante Defensores del Chaco. Culminó la temporada en 4ª posición, producto de 10 victorias, 1 empate y 5 derrotas, realizando una buena campaña y quedando a 1 punto del 3° puesto (y ascendido) Hebraica.
En la siguiente temporada los buenos resultados se mantuvieron a pesar de la incorporación de 11 equipos nuevos, acabó en 5° puesto con 70 puntos y logró clasificar al reducido por el tercer ascenso, donde avanzó a semifinales luego de derrotar a Almirante Brown y posteriormente cayó en dicha instancia ante Racing Club por 4-3 en penales, luego de un empate 1-1. El equipo se ha mantenido disputando la segunda categoría desde entonces.

## Jugadoras

### Plantel
Actualizado a 2022.

## Participación en campeonatos nacionales

### Cronograma
La competencia AFA oficial comenzó a disputarse desde 1991, la Primera División B desde abril de 2016. Lima hizo su primera aparición en octubre de 2016.